# Tijana Malešević
Tijana Malešević (Užice, 18 de março de 1991) é uma ex voleibolista sérvia que atuava na posição de ponteira. Nas Olimpíadas de 2016, no Rio de Janeiro, ganhou a medalha de prata.
Em 2018 conquistou pela seleção nacional o inédito título do Campeonato Mundial sediado no Japão.
Anunciou a aposentadoria em agosto de 2020.

## Clubes
- Jedinstvo Užice (2005–2010)
- Voléro Zürich (2010–2012)
- PTPS Piła (2012–2013)
- VK Prostějov (2013–2014)
- Sarıyer Belediyespor (2014–2015)[4]
- AGIL Volley Novara (2015–2016)
- Vôlei Nestlé Osasco (2016-2017).[5]
- Seramiksan Spor Kulübü (2017–2018)
- CSM Volei Alba Blaj (2018–   )

## Títulos e resultados
- Superliga Brasileira Aː2016-17